# 삼성 갤럭시 M20
삼성 갤럭시 M20은 삼성전자가 2019년 1월 28일에 공개했고 2019년 2월 5일에 정식 출시한 안드로이드 스마트폰이다.